# Werfer-Länderkampf der Männer 1984 BR Deutschland – Finnland
| 1. Leichtathletik-Länderkampf mit bundesdeutscher Beteiligung 1984 | 1. Leichtathletik-Länderkampf mit bundesdeutscher Beteiligung 1984 |
| ------------------------------------------------------------------ | ------------------------------------------------------------------ |
|                                                                    |                                                                    |
| Werfervergleich der Männer: BR Deutschland – Finnland              |                                                                    |
| Austragungsort                                                     | Aachen                                                             |
| Wettbewerbe                                                        | 4                                                                  |
| Datum                                                              | 30. Mai                                                            |
| 1. FRG 2. FIN                                                      | 48 P 36 P                                                          |
| Chronik                                                            |                                                                    |
| ← letzter LK 1983: 00FRG-KEN Läufer (M)                            | FRG-BGR-FIN Werfer (F) →                                           |

Im ersten Vergleich des Länderkampfjahres 1984 wurde wie in den beiden letzten Jahren ein Vergleich der Werfer veranstaltet. Gegner waren 1982 Italien und 1983 Polen gewesen. Nun traten die bundesdeutschen Sportler zum ersten Mal in einem Zweiländerkampf der Werfer gegen Finnland an. Die Begegnung wurde am 30. Mai in Aachen ausgetragen. Im Rahmen eines Dreiländervergleichs hatte es 1974 bereits einmal ein Aufeinandertreffen gegeben, an dem auch die Springer und als dritter Teilnehmer Polen vertreten waren. Damals hatte Finnland vor der Bundesrepublik und Polen gewonnen.

## Modus
Auf dem Programm standen die vier bei Olympischen Spielen ausgetragenen Wettbewerbe aus dem Bereich Wurf/Stoß, Jede Mannschaft trat pro Disziplin mit drei Teilnehmern an. Die Punkte wurden wie folgt vergeben. 1. Platz: 7 Punkte / 2. Pl.: 5 P / 3. Pl.: 4 P / 4. Pl.: 3 P.

## Ergebnis
Es gab zwei bundesdeutsche und zwei finnische Einzelsiege. Die Disziplinen endeten abweichend davon zweimal mit bundesdeutschen Erfolgen und zweimal mit Unentschieden. In der Gesamtwertung siegten die bundesdeutschen Athleten damit deutlich mit 48 zu 36 Punkten.

## Resultate

### Kugelstoßen
| Platz | Athlet                  | Land | Weite (m) |
| ----- | ----------------------- | ---- | --------- |
| 1     | Aulis Akonniemi         | FIN  | 19,56     |
| 2     | Udo Gelhausen           | FRG  | 19,13     |
| 3     | Karsten Stolz           | FRG  | 18,95     |
| 4     | Claus-Dieter Föhrenbach | FRG  | 18,73     |
| 5     | Janne Ronkainen         | FIN  | 18,40     |
| 6     | Tapio Kuusela           | FIN  | 17,45     |

### Diskuswurf
| Platz | Athlet          | Land | Weite (m) |
| ----- | --------------- | ---- | --------- |
| 1     | Rolf Danneberg  | FRG  | 66,08     |
| 2     | Werner Hartmann | FRG  | 65,60     |
| 3     | Alwin Wagner    | FRG  | 64,78     |
| 4     | Juhani Tuomola  | FIN  | 60,84     |
| 5     | Markku Tuokko   | FIN  | 57,10     |
| 6     | Raimo Vento     | FIN  | 56,50     |

### Hammerwurf
| Platz | Athlet           | Land | Weite (m) |
| ----- | ---------------- | ---- | --------- |
| 1     | Juha Tiainen     | FIN  | 78,66     |
| 2     | Karl-Hans Riehm  | FRG  | 78,56     |
| 3     | Klaus Ploghaus   | FRG  | 78,54     |
| 4     | Harri Huhtala    | FIN  | 76,90     |
| 5     | Christoph Sahner | FRG  | 73,54     |
| 6     | Ari Taavitsainen | FIN  | 73,26     |

### Speerwurf
| Platz | Athlet           | Land | Weite (m) |
| ----- | ---------------- | ---- | --------- |
| 1     | Klaus Tafelmeier | FRG  | 85,76     |
| 2     | Raimo Manninen   | FIN  | 85,38     |
| 3     | Kari Ihalainen   | FIN  | 83,60     |
| 4     | Wolfram Gambke   | FRG  | 83,44     |
| 5     | Jorma Markus     | FIN  | 83,40     |
| 6     | Peter Blank      | FRG  | 81,98     |